# سانتاری، پارا
سانتارِی، پارا (به پرتغالی: Santarém, Pará) یک شهر در برزیل است که در پارا واقع شده‌است.

## خصوصیات
سانتارِی ۲۲٬۸۸۷٫۰۸ کیلومترمربع مساحت و ۲۷۶٬۶۶۵ نفر جمعیت دارد و ۵۱ متر بالاتر از سطح دریا واقع شده‌است.

## خواهرخوانده
شهر سانتاری خواهرخواندهٔ سانتارِی، پارا هست.